# Dusona diversicolor
Dusona diversicolor là một loài tò vò trong họ Ichneumonidae.